# ГЕС Liǔshùgōu
ГЕС Liǔshùgōu (柳树沟水电站) — гідроелектростанція на північному заході Китаю в провінції Сіньцзян. Знаходячись між ГЕС Cháhànwūsū (вище по течії) та ГЕС Дашанькоу, входить до складу каскаду на річці Кайду (Хайдик-Гол), яка тече до озера Баграшкьоль (дренується річкою Кончедар'я, котра або впадає ліворуч до Тариму, або тече напряму до безсточного озера Лобнор).
В межах проекту річку перекрили кам’яно-накидною греблею із бетонним облицюванням висотою 100 метрів, довжиною 186 метрів та шириною по гребеню 10 метрів. Вона утримує водосховище з об’ємом 77,1 млн м3 (корисний об’єм 3,8 млн м3) та нормальним рівнем поверхні на позначці 1494,5 метра НРМ (під час повені до 1497 метрів НРМ).
Через тунель довжиною 0,27 км з діаметром 8 метрів ресурс подається до пригреблевого машинного залу. Тут встановили дві турбіни типу Френсіс потужністю по 90 МВт, які забезпечують виробництво 693 млн кВт-год електроенергії на рік.